# Charles Davies
Charles Christie Davies, född 1881, död 1964, var en brittisk friidrottare. Han tävlade i sommar-OS 1908 i London. På distansen 400 meter fick han i det första heatet 50,4 sekunder. I semifinalen kapade han tiden till 49.8 sekunder. Han kunde dock inte rå på John C. Carpender som vann semifinalen med tiden 49,4 sekunder. Davies gick inte vidare till final.